# 一色誠一
一色 誠一（いっしき せいいち、1948年（昭和23年）9月8日 - ）は、日本の石油実業家。株式会社ENEOSセルテック代表取締役社長、JX日鉱日石エネルギー株式会社代表取締役社長・社長執行役員等を歴任。2007年4月から翌年9月まで新日石ENEOS野球部長。

## 経歴
- 1948年 - 東京都生まれ。
- 1972年 - 慶應義塾大学経済学部卒業。
  - 同年4月 - 日本石油入社。
- 2003年 - 新日本石油取締役
- 2004年 - 執行役員。
- 2005年 - 執行役員経営管理第2本部長。
- 2006年 - 常務取締役執行役員。
- 2008年 - 株式会社ENEOSセルテック代表取締役社長。
- 2011年 - JX日鉱日石エネルギー株式会社専務執行役員・社長補佐。
- 2012年 - 同社代表取締役社長・社長執行役員、JXホールディングス株式会社取締役（非常勤）[2]。
- 2014年 - 同社顧問。